# خانه حاج رشید

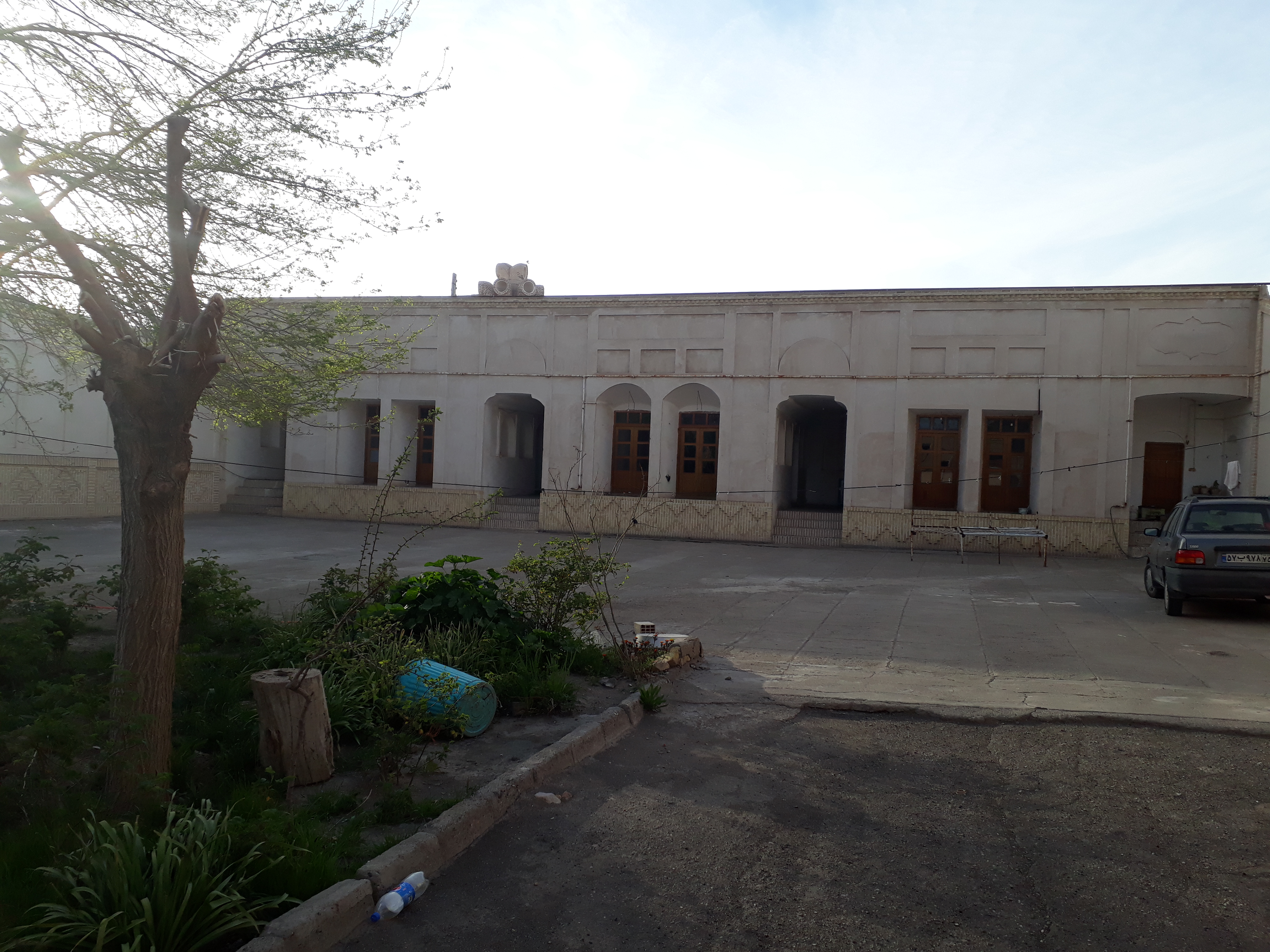
جبهه شمالی خانه حاج رشید

خانه حاج رشید مربوط به دوره قاجار است و در شهر سیرجان، چهارراه موحدی، بلوار دکتر صادقی، نبش کوچه شماره ۱ واقع شده و این اثر در تاریخ ۲۷ اسفند ۱۳۸۷ با شمارهٔ ثبت ۲۶۲۴۸ به‌عنوان یکی از آثار ملی ایران به ثبت رسیده‌است.